# Albert Richard Parsons

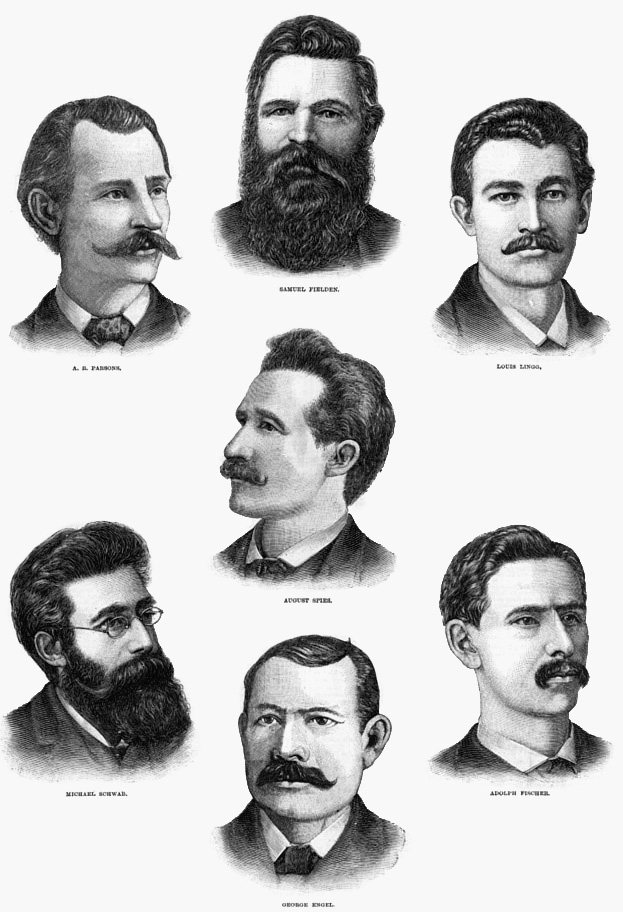
Albert R. Parsons (arriba a la izquierda) y los otros "Mártires de Chicago"

Albert Richard Parsons (Montgomery, Alabama, 20 de junio de 1848 - Chicago, 11 de noviembre de 1887) fue un anarquista y activista sindical estadounidense, acusado de arrojar una bomba contra la policía durante la revuelta de Haymarket. Fue condenado a muerte, aunque luego de ejecutada la sentencia se comprobó su inocencia.
Proveniente del Montgomery, Alabama, al sur de los EE. UU., fue un activista por la abolición de la esclavitud de los negros. Casado con Lucy Parsons, viajó a Chicago para actuar en defensa de los derechos de los obreros. Albert Parsons, que provenía del socialismo, desarrolló sus ideas anarquistas en Chicago y se convirtió en un activista del movimiento laboral, siendo además fundador de la International Working People's Association (IWPA). 
Recién llegado a Chicago, consiguió trabajo como escritor del Times. Luego en 1877, debido a sus abiertas posiciones a favor de los derechos de los trabajadores, fue señalado como subversivo y perdió su empleo en el periódico, además de pasar a integrar una lista negra de la patronal industrial. El superintendente de policía Michael Hickey le avisó a Parsons que abandonase Chicago durante este período porque su vida corría peligro. Parsons se volcó completamente a la militancia anarquista y en favor de la jornada laboral de 8 horas.
Además de su participación en la IWPA, Parsons estaba vinculado a los Knights of Labor (Caballeros del Trabajo) durante su período embrionario, una organización de estilo masónico a la que se unió el 4 de julio de 1876.
Fue juzgado y ahorcado por la acusación falsa de arrojar una bomba contra la policía durante la revuelta de Haymarket. Entre los anarquistas de todo el mundo Parsons es recordado como uno de los cinco mártires de Haymarket.

## Obra
- Anarchism: Its Philosophy and Scientific Basis as Defined by Some of its Apostles. Chicago: Mrs. A.R. Parsons, 1887.
- Life of Albert R. Parsons, with Brief History of the Labor Movement in America. Chicago: Lucy E. Parsons, 1889.

## Otras lecturas
- Alan Calmer, Labor Agitator: The Story of Albert R. Parsons. New York: International Publishers, 1937.